# Episodi di Flashpoint (seconda stagione)
La seconda stagione della serie televisiva Flashpoint è stata trasmessa in prima visione in Canada da CTV dal 27 febbraio al 20 novembre 2009.
In Italia è stata trasmessa in prima visione satellitare da AXN dall'8 settembre al 29 dicembre 2009.
| nº | Titolo originale           | Titolo italiano        | Prima TV Canada   | Prima TV Italia   |
| -- | -------------------------- | ---------------------- | ----------------- | ----------------- |
| 1  | Business as Usual          | Giornata di fuoco      | 27 febbraio 2009  | 8 settembre 2009  |
| 2  | The Fortress               | La fortezza            | 6 marzo 2009      | 8 settembre 2009  |
| 3  | Clean Hands                | Problemi di coscienza  | 13 marzo 2009     | 15 settembre 2009 |
| 4  | Aisle 13                   | Rientro in squadra     | 3 aprile 2009     | 22 settembre 2009 |
| 5  | The Perfect Family         | Figlio conteso         | 10 aprile 2009    | 29 settembre 2009 |
| 6  | Remote Control             | Ricatto criminale      | 24 aprile 2009    | 6 ottobre 2009    |
| 7  | Perfect Storm              | Panico al liceo        | 1º maggio 2009    | 13 ottobre 2009   |
| 8  | Last Dance                 | L'ultimo desiderio     | 8 maggio 2009     | 20 ottobre 2009   |
| 9  | Exit Wounds                | Sparatoria in ospedale | 15 maggio 2009    | 27 ottobre 2009   |
| 10 | One Wrong Move             | Passo falso            | 25 settembre 2009 | 10 novembre 2009  |
| 11 | Never Let You Down         | Senso di colpa         | 2 ottobre 2009    | 17 novembre 2009  |
| 12 | Just a Man                 | Perdono negato         | 9 ottobre 2009    | 24 novembre 2009  |
| 13 | Custody                    | Custodia contesa       | 16 ottobre 2009   | 1º dicembre 2009  |
| 14 | Coming to You Live         | Rapimento in diretta   | 23 ottobre 2009   | 3 novembre 2009   |
| 15 | The Farm                   | In comunità            | 30 ottobre 2009   | 8 dicembre 2009   |
| 16 | You Think You Know Someone | Un atroce segreto      | 6 novembre 2009   | 22 dicembre 2009  |
| 17 | The Good Citizen           | Il buon samaritano     | 13 novembre 2009  | 22 dicembre 2009  |
| 18 | Behind the Blue Line       | Dietro la linea blu    | 20 novembre 2009  | 29 dicembre 2009  |

## Giornata di fuoco
- Titolo originale: Business as Usual
- Diretto da: David Frazee
- Scritto da: Mark Ellis e Stephanie Morgenstern

### Trama
Stan Matthews, Lorne Wilkes e Brian Bauman fanno irruzione nella sede della compagnia di Joel Graves, l'uomo che ritengono responsabile del loro sfratto, per avere un colloquio chiarificatore con lui. Ma la situazione degenera quando Stan si cosparge di benzina nel centro comunicazioni e Brian prende in ostaggio Joel.
Al SRU sono in corso le selezioni finali per trovare una sostituta temporanea per Jules.

## La fortezza
- Titolo originale: The Fortress
- Diretto da: Eric Canuel
- Scritto da: Ian Weir

### Trama
Irina, la bambinaia di casa Sabiston, approfittando della casa vuota fa entrare il fidanzato Misha e due complici per rapinare i datori di lavoro. I bambini però rientrano inaspettatamente e Misha lì prende in ostaggio con un vicino di casa.

## Problemi di coscienza
- Titolo originale: Clean Hands
- Diretto da: David Frazee
- Scritto da: Adam Barken

### Trama
La squadra deve prelevare all'aeroporto Peter Wilkins, il killer della baia, e scortarlo all'ospedale psichiatrico per una perizia. La notizia però trapela e una folla si raduna all'aeroporto costringendo la squadra uno a cambiare percorso. Walter, padre di Julie Volcek, sesta vittima del serial killer, intercetta il prigioniero durante il trasferimento, ma non riuscendo ad eliminarlo prende Sam in ostaggio e contratta uno scambio.
- Guest star: Kari Matchett (Agente Delia Semple)

## Rientro in squadra
- Titolo originale: Aisle 13
- Diretto da: Stephen Surjik
- Scritto da: James Hurst

### Trama
I genitori di Adam hanno deciso di trasferirsi perché hanno contratto un debito di trentamila dollari e ricevuto lo sfratto per il ristorante di famiglia. Donnie, il migliore amico di Adam, decide quindi di rapinare l'emporio in cui lavorava emulando una rapina avvenuta l'anno precedente, ma la vigilanza interviene e i ragazzi prendono in ostaggio i dipendenti.

## Figlio conteso
- Titolo originale: The Perfect Family
- Diretto da: Eric Canuel
- Scritto da: Adam Barken e John Callaghan

### Trama
Terry si presenta dopo mesi di assenza a casa della sua ex-ragazza. Quando scopre che lasciata sola la ragazza ha deciso di dare in adozione il loro bambino la convince a fare visita ai genitori adottivi per vedere se va tutto bene. Una volta visto il bambino però Terry non lo vuole più lasciare e obbliga Jessica a rapirlo.

## Ricatto criminale
- Titolo originale: Remote Control
- Diretto da: Charles Binamè
- Scritto da: Russ Cochrane

### Trama
Mike McKewon si presenta a casa del fratellastro Justin Fraser per convincerlo ad accreditargli in modo fraudolento ventimila dollari sul conto che gli ha aperto nella banca in cui lavora. Ma una volta ottenuto il denaro i criminali con cui Mike è in debito alzano la posta e rapiscono Maja, la moglie di Justin, per cinquecentomila dollari. La seconda volta però le cose non vanno lisce, Mike prende quindi in ostaggio i dipendenti della filiale della Brave Link Financial in cui lavora Justin per recuperare i codici per sbloccare il sistema ed accreditare i soldi come richiesto.

## Panico al liceo
- Titolo originale: Perfect Storm
- Diretto da: Holly Dale
- Scritto da: Tassie Cameron

### Trama
Billy viene deriso dai compagni del Wellesley Collegiate: soprannominato "Carotina" viene costretto da Scott, il bullo della scuola, a dichiararsi gay mentre un altro ragazzo riprende la scena. Il video viene inviato a tutti gli studenti così Billy decide di ribaltare la situazione sequestrando gli alunni del liceo. Jules rientra nella squadra.

## L'ultimo desiderio
- Titolo originale: Last Dance
- Diretto da: Charles Binamé
- Scritto da: Mark Ellis e Stephanie Morgerstern

### Trama
Laura e Evan lasciano il ristorante senza pagare, rubano un anello al banco dei pegni ed infine si imbucano al ricevimento di nozze di due sconosciuti. La squadra viene messa in allerta a seguito della denuncia del negoziante e si mette alla ricerca dei sospettati.

## Sparatoria in ospedale
- Titolo originale: Exit Wounds
- Diretto da: David Frazee
- Scritto da: Russ Cochrane

### Trama
Derek rientra dalle lezioni e trova il fratello Matt ferito da un colpo di arma da fuoco così decide di portarlo all'ospedale dove lavora per farlo curare di nascosto da Trudy, un'infermiera sua amica. Ma gli uomini che hanno ferito Matt lo inseguono e lo trovano così Derek per difendere il fratello lotta con l'aggressore ferendo Trudy con un colpo accidentale. La squadra viene allertata e prende il controllo della situazione.

## Passo falso
- Titolo originale: One Wrong Move
- Diretto da: David Frazee
- Scritto da: Mark Ellis, Stephanie Morgenstern e James Hurst

### Trama
Una telefonata alla sede della Squadra di Intervento Strategico avvisa che tra dieci minuti una bomba esploderà nel cantiere della Global Max Energy. La Squadra Uno si reca sul possibile luogo dell'esplosione, ma non arriva in tempo per disinnescare l'ordigno. Una seconda telefonata avvisa di un'altra bomba che esploderà tra un'ora è stata collocata nella sede di un'azienda nota per crimini ambientali. La SRU indaga per trovare il secondo ordigno.

## Senso di colpa
- Titolo originale: Never Let You Down
- Diretto da: Ken Girotti
- Scritto da: James Hurst e Shelly Scarrow

### Trama
La squadra è ancora scossa per la morte di Lewis, ma Lia Kerns ha già preso il suo posto e inizia il suo primo giorno di lavoro. Jeff si presenta al Dip'n Sip Donuts per tentare di ricucire il rapporto con Zoey, la sua ex, ma la situazione degenera e l'uomo viene cacciato dal locale. Quando più tardi, una vicina di casa di Zoey segnala un colpo di arma da fuoco la squadra interviene per scoprire cosa è successo e ritrovare la donna.

## Perdono negato
- Titolo originale: Just a Man
- Diretto da: Holly Dale
- Scritto da: Riley Adams

### Trama
All'udienza per la libertà vigilata di Anton Barrows, la figlia della vittima si oppone alla sua scarcerazione. Mentre la donna e la madre stanno lasciando la prigione scoppia una sommossa. La squadra interviene per riportare l'ordine e salvare la vita alle guardie ed ai due ostaggi.

## Custodia contesa
- Titolo originale: Custody
- Diretto da: Paul A. Kaufman
- Scritto da: R.B. Carney

### Trama
Dopo l'udienza per la custodia dei figli, Donald Mitchell si reca nel palazzo dove ha sede lo studio legale che ha difeso la moglie e prende in ostaggio il suo avvocato Adam Westfall, specializzato in diritto di famiglia. La SRU ispeziona il palazzo alla ricerca dell'ostaggio e del sequestratore. 
Nel corso delle indagini si scopre che Liam e Alice, i figli della coppia, sono scomparsi così la squadra si muove anche su quel fronte.
- Guest star: Kathleen Robertson (Helen Mitchell)

## Rapimento in diretta
- Titolo originale: Coming to You Live
- Diretto da: Charles Binamé
- Scritto da: Ian Weir

### Trama
La squadra si allena ascoltando in diretta su radio CPRD "Una mattina con Pat", il programma di Pat Cosgrove. Ma la trasmissione degenera quando lo speaker estrae una pistola per impedire al suo ospite, il consigliere Ryan Malone, di lasciare lo studio e costringerlo a rispondere a tutte le domande sulle sue promesse elettorali. La squadra si precipita alla radio, ma i due sono scomparsi nonostante la trasmissione sia ancora on air.

## In comunità
- Titolo originale: The Farm
- Diretto da: Erik Canuel
- Scritto da: Melissa R. Byer e Treena Hancock

### Trama
Non riuscendo a fare benzina senza prima pagare, Rachel Simpson rapina la stazione di servizio, ma l'intervento della polizia le impedisce di scappare così prende in ostaggio il commesso del negozio e una mamma con una bambina. Cercando notizie sulla sequestratrice la squadra controlla la targa dell'auto e risale ad una comunità di recupero conosciuta come "La fattoria" in cui la donna vive da quindici anni.
- Guest star: John Pyper-Ferguson (Charles Stewart)

## Un atroce segreto
- Titolo originale: You Think You Know Someone
- Diretto da: David Frazee
- Scritto da: Adam Barken

### Trama
La squadra deve eseguire un mandato di arresto e si esercita in vista dell'operazione. Greg, in ritardo per una questione personale, viene rapito mentre chiama il pronto intervento per soccorrere un uomo che ha avuto un malore. La squadra inizia le ricerche dal luogo di ritrovamento della sua auto.

## Il buon samaritano
- Titolo originale: The Good Citizen
- Diretto da: Tim Southam
- Scritto da: Peter Mitchell

### Trama
Al Gatto Nero Lion, lo spacciatore della zona, devasta il locale perché il gestore, la sera prima, ha osato cacciare uno dei suoi spacciatori. Uno dei clienti, ancora sconvolto dalla morte del fratello per overdose, interviene per risolvere la situazione. Messi in fuga i teppisti, il buon samaritano li insegue con la loro pistola, la squadra cerca i soggetti perlustrando il quartiere.
- Guest star: Alex Carter (Robert Cooper)

## Dietro la linea blu
- Titolo originale: Behind the Blue Line
- Diretto da: David Frazee
- Scritto da: Mark Ellis e Stephanie Morgenstern

### Trama
La squadra uno si riunisce dopo un intervento difficile al Godwin Coliseum. L'intervento della SRU era stato richiesto dopo che all'interno dell'impianto un cecchino aveva esploso dei colpi di arma da fuoco sugli operai addetti alle demolizioni. Darren Kovacs ex giocatore di Hockey, militare appena rientrato da una missione in Afghanistan, si opponeva alla demolizione di un pezzo della sua storia. Sam, con una esperienza simile alle spalle, durante l'intervento stabilisce un contatto per convincerlo a desistere.